# Quissamã
Quissamã est une municipalité brésilienne de l'État de Rio de Janeiro et la Microrégion de Macaé.